# Эмантс, Марцелл
Марцелл Эмантс (нидерл. Marcellus Emants; 12 августа 1848, Ворбург — 14 октября 1923, Баден) — голландский писатель

, драматург, поэт.

## Биография
Сын судьи. По вое отца изучал право в Лейденском университете, хотя увлекался искусством. Вместе с несколькими друзьями из Гааги основал литературный клуб Quatuor.
После смерти отца, став финансово независимым, бросил учёбу и отправился путешествовать по миру.
После окончания Первой мировой войны обосновался в Швейцарии, навсегда покинув Гаагу. Жил в Швейцарии поочередно в отелях, курортных городах и санаториях.
В конце жизни страдал от Опоясывающего лишая, перенёс несколько инсультов.
Умер 20 октября 1923 года в «Гранд-отеле» Бадена, был похоронен в Гааге на Главном кладбище.

## Творчество
Большое влияние на его творчество оказали Эмиль Золя, Ипполит Тэн и Иван Тургенев, причем с последним даже вёл переписку.
Романист, чьи работы считаются одним из немногих примеров голландского натурализма. Приобрел известность поэмой «Lilith» (1879), изображающей борьбу первого человека с чувственностью. Его психологический роман: «Een nagelaten bekentenis» считается одним из наиболее выдающихся произведений голландской беллетристики.

## Избранные произведения
- 1874 — Juliaan de Afvallige
- 1877 — Op reis door Zweden
- 1879 — Een drietal novellen
- 1879 — Lilith
- 1881 — Jong Holland
- 1883 — Godenschemering
- 1883 — Véleda
- 1884 — Langs den Nijl
- 1885 — Goudakker’s illusiën
- 1886 — Uit Spanje
- 1888 — Adolf van Gelre
- 1888 — Jonge harten
- 1888 — Juffrouw Lina
- 1890 — Fatsoen
- 1890 — Haar zuster
- 1892 — Dood
- 1892 — Lichte kost
- 1894 — Een nagelaten bekentenis
- 1894 — Hij
- 1894 — Onder ons
- 1895 — Artiest
- 1897 — Een kriezis
- 1898 — Loevesteijn
- 1899 — Op zee
- 1899 — Vijftig
- 1901 — Inwijding
- 1902 — Een nieuwe leus
- 1903 — In de praktijk
- 1905 — Waan
- 1906 — Loki
- 1907 — Domheidsmacht
- 1910 — Godenschemering
- 1916 — Liefdeleven
- 1917 — Om de mensen
- 1920 — Mensen
- 1924 — Geuren